# Melipona scutellaris
Melipona scutellaris är en biart som beskrevs av Pierre André Latreille 1811. Melipona scutellaris ingår i släktet Melipona och familjen långtungebin. Inga underarter finns listade i Catalogue of Life.